# Jacint Vilardaga i González
Jacint Vilardaga i González (Las Palmas de Gran Canària, 1 d'octubre de 1942) és un advocat i polític català, net de l'historiador Jacint Vilardaga i Cañellas.

## Biografia
Llicenciat en dret per la Universitat de La Laguna, es va establir a Berga, on ha estat degà del seu Col·legi d'Advocats. A les eleccions municipals espanyoles de 1983 fou escollit regidor de l'ajuntament de Berga per Aliança Popular, càrrec que va mantenir a eleccions posterior amb el Partit Popular, partit amb el qual fou elegit diputat a les eleccions al Parlament de Catalunya de 1995. Ha estat membre de la Comissió de Justícia, Dret i Seguretat Ciutadana, de la Comissió de Control Parlamentari de l'Actuació de la Corporació Catalana de Ràdio i Televisió i de les Empreses Filials, i de la Comissió del Síndic de Greuges.
Col·laborador d'Alejo Vidal-Quadras, el setembre de 1999 decidí no presentar-se a la reelecció i abandonà el Partido Popular, acusant-lo de trobar-se al servei de Jordi Pujol.